# Тенјо
Тенјо (天養) је јапанска ера (ненко) која је настала после Коџи и пре Кјуан ере. Временски је трајала од фебруара 1144. до јула 1145. године и припадала је Хејан периоду. Владајући монарх био је цар Коное.

## Важнији догађаји Тенјо ере
- 1144. (Тенјо 1, седми месец): Примећена је комета на небу.[3]
- 1145. (Тенјо 1, осми месец): Умире царица Таикен-мон, мајка бившег цара Сутокуа.[3]
- 1145. (Тенјо 1): Цар посећује Ивашимизу и Камо храмове.[3]